# Hrabstwo Jackson (Georgia)

Piramida wieku hrabstwa

Hrabstwo Jackson (ang. Houston County) – hrabstwo w północnej części stanu Georgia w Stanach Zjednoczonych. Jego siedzibą administracyjną jest Jefferson.

## Geografia
Według spisu z 2010 roku obszar całkowity hrabstwa obejmuje powierzchnię 343,00 mil2 (888 km²), z czego 342,36 mil2 (887 km²) stanowią lądy, a 0,64 mil2 (8 km²) stanowią wody.

### Miejscowości
- Arcade
- Commerce
- Hoschton
- Jefferson
- Maysville
- Nicholson
- Pendergrass
- Talmo

### Sąsiednie hrabstwa
- Hrabstwo Banks - północ
- Hrabstwo Madison - wschód
- Hrabstwo Clarke - południowy wschód
- Hrabstwo Oconee - południe
- Hrabstwo Gwinnett - południowy zachód
- Hrabstwo Barrow - zachód
- Hrabstwo Hall - północny zachód

### Główne drogi
- Autostrada międzystanowa nr 85
- Droga krajowa Stanów Zjednoczonych nr 441
- Droga krajowa Stanów Zjednoczonych nr 129

## Demografia
Według spisu w 2020 roku hrabstwo liczy 75,9 tys. mieszkańców, co oznacza wzrost o 25,5% od poprzedniego spisu z roku 2010. 78,5% stanowiły białe społeczności nielatynoskie, 9,6% to Latynosi, 8,1% to Afroamerykanie lub czarnoskórzy, 2,3% deklarowało pochodzenie azjatyckie, 2% było rasy mieszanej, 0,4% to rdzenna ludność Ameryki i 0,1% pochodziło z wysp Pacyfiku.

## Religia
W 2020 roku krajobraz religijny hrabstwa zdominowany jest przez grupy protestanckie, takie jak: baptyści, ewangelikalni i metodyści. Inne religie obejmowały: katolików (3,5%), świadków Jehowy (1,5%) i mormonów (1,4%).

## Polityka
Hrabstwo jest silnie republikańskie, gdzie w wyborach prezydenckich w 2020 roku, 78,3% głosów otrzymał Donald Trump i 20,3% przypadło dla Joe Bidena